# 火の記憶
『火の記憶』（ひのきおく）は、松本清張の短編小説。『三田文学』1952年3月号に『記憶』のタイトルで掲載、のちに現在のタイトルに改題・改稿の上、『小説公園』1953年10月号に再掲載、1955年8月に短編集『悪魔にもとめる女』収録の1編として、鱒書房（コバルト新書）より刊行された。
木々高太郎の勧めに応じて、『或る『小倉日記』伝』と同時期に書かれた作品。
1961年・1978年にテレビドラマ化されている。

## あらすじ
交際の末、頼子は高村泰雄と結婚することにした。ただ、泰雄の戸籍謄本に父失踪と書かれていたことが少し気にかかった。兄の貞一も事情を泰雄に訊いたが、それ程問題になることではない、として済んでいた。2年後、やっと話す決心になったという風で、泰雄は事情を頼子に打ち明ける。泰雄は父の「失踪」の真相を追跡しようとしていたのだった。
「僕は本州の西の涯B市で生れた」「父は四つの時に失踪したから、僕の父に対する記憶は殆どない」「父は自分の家には居ず、どこか別の家にいたのではないか - 僕はそう思った。それにはそう考えてよい或る記憶があるからだった」「では、父は何故、別の家にいたか。母が僕を背負ってそこを訪ねて通ったのは、どのような事情か。母の生前、僕はこのことを訊くことが出来なかった。それは何となく両親の秘密を衝くような気がしたからだ。たしかにそれは秘密の臭いがした。それも一種の忌わしさで僕の記憶に残っている。それは父とは思えない一人の男の影がからんでいるからだ」「こういう記憶もある - 真暗い闇の空に、火だけがあかあかと燃えているのだ」「この光景をその場で見ていた者は母と僕だけではない。あの男がいたのだ。母とならんで、彼が立っていたのを覚えている」「そういう淡い記憶が、どれだけ僕を苦しめたか知れない」「しかし僕は単なる幻想と思っていない」。
「今から数年前の母の十七年忌だった」「一枚の褐色になった古ハガキが写真の間から離れて落ちた。もう渋紙色したそのハガキのうすい文字は『河田忠一儀永々療養中の処、薬石効無く-』という極り文句の死亡通知だった」「B市にいた頃の母宛、差出人は九州N市で恵良寅雄という名で、日附は十九年前のものだった」「死亡通知の『河田忠一』とは何者であろう？」「僕はとにかく、ハガキの差出人九州N市の恵良寅雄という人宛に河田忠一という人物のことを問合せてやった」「寅雄は自分の亡父だという返書がきた」「僕は東京を出発して九州に向った」「結局、深いことは分らなかった」「N駅から帰りの汽車に乗った」「その時だ、その外の闇の中で、高いところに真赤な火が燃えているのが望まれた」「あの火、母が僕を背負い、あの男が横に立っていて、三人で見た同じ火」「すると母は曾てここに来たことがあるのだ」「何のためか云うまでもない、この土地に流れてきた河田忠一に会いに来たのだ」「それで分る。父が家に寄りつかなかったことも、遂に行方をくらまして失踪したことも」「僕は失踪した父が可哀想でならぬ。それを思うと、母への不信は憎んでも憎みきれぬ」。
頼子は兄の貞一に会って泰雄の話をした。貞一は後日になって頼子に手紙をくれた。「いつか、頼子が僕に云った泰雄君の話は、種々なことを考えさせられた。しかし、泰雄君に考えの足りないところもある、つまり、まだ本当のことを知っていないのではないか」。

## エピソード
- 著者の回想によると、デビュー作『西郷札』が『週刊朝日・春季特別号』（1951年3月）に掲載され、これを喜んだ著者は、推理小説に造詣のある木々高太郎に掲載誌を送り、これに対して木々はハガキで以下の返信を送った。「雑誌お送り下すってありがたく拝読いたしました。大そう立派なものです。そのあと本格もの矢つぎ早やに書くことをおすすめいたします。発表誌なければ、小生が知人に話してもよろし。木々高太郎」。著者は「木々氏のいう「本格もの」とは推理小説の意味で、掲載誌に添えたわたしの木々氏への手紙は、このような小説でも推理小説になるでしょうかときいたのである。当時の木々氏は推理小説を文学のひろい領域の中に考え、たとえば森鷗外の「かのように」といった作品まで推理小説の範疇に入れておられた」[1]「（木々）氏が推理小説を寄稿する雑誌にでも紹介してもらえるのかと思い『記憶』という四十枚くらいのものを送った。ところがそれが『三田文学』にいきなり掲載されたのにはおどろいた」と述べている[2]。
- 『記憶』掲載時の『三田文学』の編集後記に、木々高太郎は以下のように記した。「（中略）復刊後に本誌の出した新人、数へてみると、安岡章太郎、藤井千鶴子、金子義男、田邊茂一、渡邊祐一それに今度の号にも高橋勇と松本清張とある。尤も松本清張は去年の暮の週刊朝日特輯号で、「西郷札」といふ一篇で当選したことがあるから、ずぶの新人ではないが、文学への意図をもつて励んでゐることは、これからつづく本誌への作品で判つてくるであらう」[3]。
- 江戸川乱歩は、1957年に『宝石』に掲載された座談会で「『火の記憶』という、あれは僕は最も面白くよみました。あれもやっぱり推理小説的な気持でお書きになったのでしょう」と述べ、乱歩に対して著者は「そうなんです。ただ木々さんが三田文学に出しちゃって。これは具合悪いと思って、『或る「小倉日記」伝』をあとから出した」と述べている[4]。
- 『三田文学』に掲載された『記憶』は、「一 ＜ある雑誌に投稿した青枝伸一の原稿＞」と「二 ＜ある雑誌の編集長畠中善一が青枝伸一に与えた手紙＞」の二つの章から構成され、一章における青枝による謎解きに対して、二章で青枝の原稿を読んだ畠中が異議を唱える構成となっている。国文学者の三好行雄は「この短篇が推理小説の処女作と呼ぶにふさわしいゆえんは、容易に納得できよう。のちに『張込み』や『顔』に展開するはずのモチーフの萌芽がひっそりと潜在しているのを確かめることもたやすい」と述べつつ、「『記憶』から『火の記憶』への改稿の過程で、氏が手に入れたもののほうがはるかに大きかったといえる」「作品の密度や象徴性がはるかに深化し」「プロットのメリハリもいちだんと緊密度をましている」と評している[5]。
- 近代日本文学研究者の小森陽一は、本作における「叙述の人称性の転換は、明らかに夏目漱石の『彼岸過迄』を意識したものである」「一つらなりの出来事の連鎖に対する、少くとも三つに分裂したとらえ方は、漱石の『彼岸過迄』の「宵子」の死をめぐる話の三方向への分裂と対応している」と評し、「精神的外傷として刻まれていた記憶と、どのようにして正面からむかい合えるのか、『火の記憶』は松本清張の「推理小説」が、原理的に精神分析的な方向に進むことを規定づけたと言っても過言ではない」と述べている[6]。
- 北九州市立松本清張記念館学芸担当主任の中川里志は「舞台の一つは「本州の西の涯B市」とあるが、（同じ著者による）『半生の記』の旧壇ノ浦の風景と重なり下関と見てよかろう。また「棒の先の真赤なホオズキのようなガラス」や大師堂の「哀切な御詠歌の声」の記憶が描かれる[7]が、これは『半生の記』にも見える」と述べている[8]。
- 小説家の宮部みゆきは、本作について「中学くらいの時に読んでいるはずなんです」「ほぼ同じ頃に『張込み』も読んだと思うのですが、当時は私もティーンエイジャーで、娘っこには『張込み』のような女の人生のあわいみたいなものより、「子どもの頃に手を繋いで見たあの光景はどういう意味だったのか」という謎解きの方が身に迫って面白かったものだから、『火の記憶』はすごく印象的だったんですね」と述べている[9]。

## テレビドラマ

### 1961年版
1961年5月1日、TBS系列の「ナショナル ゴールデン・アワー」枠（20:30-21:00）、「松本清張シリーズ・黒い断層」の1作として放映。
キャスト
- 長谷川哲夫
- 堀井永子
- 奈良岡朋子
- 安達国晴
- 石井伊吉

スタッフ
- 制作：東京テレビ

| TBS系列 ナショナルゴールデンアワー （松本清張シリーズ・黒い断層） | TBS系列 ナショナルゴールデンアワー （松本清張シリーズ・黒い断層） | TBS系列 ナショナルゴールデンアワー （松本清張シリーズ・黒い断層） |
| 前番組                                                            | 番組名                                                            | 次番組                                                            |
| ----------------------------------------------------------------- | ----------------------------------------------------------------- | ----------------------------------------------------------------- |
| 青春の彷徨 （1961.4.24）                                          | 火の記憶 （1961.5.1）                                             | 反射 （1961.5.8 - 15）                                            |

### 1978年版
「松本清張シリーズ・火の記憶」。1978年10月28日、NHKの「土曜ドラマ」枠（20:00-21:10）にて放映。視聴率13.6％（ビデオリサーチ調べ、関東地区）。原作の松本清張が出演した。
キャスト
- ふみ・頼子（二役）：秋吉久美子[11]
- 高村泰雄：高岡健二
- 河田忠一：村野武範
- 島田刑事：山内明
- 恵良ツネ：杉山とく子
- ツネの息子：加藤正之
- 山村刑事部長：高桐真
- ホステス：丹羽たかね
- 高村征次：井上和行
- 戸籍係：神田正夫
- 教師：前沢迪雄
- だるま二郎、鈴木裕之、倉沢満夫、野口ひろとし、池田武司、半田晶子、安田洋子
- ベテラン刑事：松本清張（クレジット表示なし）

スタッフ
- 脚本：大野靖子
- 演出：和田勉
- 音楽：林光
- 撮影技術：森野文治
- 美術：中嶋隆美
- 制作：NHK

| NHK 土曜ドラマ                             | NHK 土曜ドラマ                           | NHK 土曜ドラマ                       |
| 前番組                                     | 番組名                                   | 次番組                               |
| ------------------------------------------ | ---------------------------------------- | ------------------------------------ |
| 松本清張シリーズ 一年半待て （1978.10.21） | 松本清張シリーズ 火の記憶 （1978.10.28） | 優しい時代 第2部 （1978.11.11 - 25） |